# Розас
Ро́зас (кат. Roses) — місто, розташоване в Автономній області Каталонія в Іспанії. Знаходиться у районі (кумарці) Алт-Ампурда провінції Жирона, згідно з новою адміністративною реформою перебуватиме у складі баґарії Жирона.

## Походження назви
Сучасна назва походить від латинської назви грецького острова Родос — «Rhodus» (від грецького Ρόδος). Саме у цій місцевості розташовувалася антична грецька колонія Родіс або Роде. У 948 р. зафіксовано написання Rotas.

## Населення
Населення міста (у 2007 р.) становить 18.139 осіб (з них менше 14 років — 16,7 %, від 15 до 64 — 69,5 %, понад 65 років — 13,8 %). У 2006 р. народжуваність склала 247 осіб, смертність — 111 осіб, зареєстровано 65 шлюбів. У 2001 р. активне населення становило 6.221 особа, з них безробітних — 760 осіб.

Серед осіб, які проживали на території міста у 2001 р., 7.048 народилися в Каталонії (з них 5.415 осіб у тому самому районі, або кумарці), 3.679 осіб приїхало з інших областей Іспанії, а 1.999 осіб приїхало з-за кордону. 

Університетську освіту має 6,5 % усього населення. 

У 2001 р. нараховувалося 4.831 домогосподарство (з них 25,6 % складалися з однієї особи, 27,2 % з двох осіб,19,7 % з 3 осіб, 18,6 % з 4 осіб, 5,8 % з 5 осіб, 2 % з 6 осіб, 0,5 % з 7 осіб, 0,2 % з 8 осіб і 0,3 % з 9 і більше осіб).

Активне населення міста у 2001 р. працювало у таких сферах діяльності: у сільському господарстві — 4,8 %, у промисловості — 9,3 %, на будівництві — 20,2 % і у сфері обслуговування — 65,7 %. 

 У муніципалітеті або у власному районі (кумарці) працює 5.338 осіб, поза районом — 1.172 особи.

### Доходи населення
У 2002 р. доходи населення розподілялися таким чином :
| \| Доходи населення за статтями доходів \| Доходи населення за статтями доходів \| Доходи населення за статтями доходів \| \| Рік \| 2002 р. \| 2001 р. \| \| ------------------------------------ \| ------------------------------------ \| ------------------------------------ \| \| Заробітна платня \| 53,4 % \| 52,9 % \| \| Доходи від ведення бізнесу \| 33,6 % \| 33,6 % \| \| Соціальна допомога \| 13 % \| 13,5 % \| |         |         |
| Доходи населення за статтями доходів |         |         |
| Рік | 2002 р. | 2001 р. |
| Заробітна платня | 53,4 %  | 52,9 %  |
| Доходи від ведення бізнесу | 33,6 %  | 33,6 %  |
| Соціальна допомога | 13 %    | 13,5 %  |

### Безробіття
У 2007 р. нараховувалося 680 безробітних (у 2006 р. — 723 безробітних), з них чоловіки становили 42,2 %, а жінки — 57,8 %.

## Економіка
У 1996 р. валовий внутрішній продукт розподілявся по сферах діяльності таким чином :
| \| Валовий внутрішній продукт \| Валовий внутрішній продукт \| Валовий внутрішній продукт \| \| Рік \| 1996 р. \| 1991 р. \| \| -------------------------- \| -------------------------- \| -------------------------- \| \| Сільське господарство \| 4 % \| 5,7 % \| \| Промисловість \| 5,5 % \| 5,7 % \| \| Будівництво \| 9,7 % \| 15,2 % \| \| Послуги \| 80,8 % \| 73,4 % \| |         |         |
| Валовий внутрішній продукт |         |         |
| Рік | 1996 р. | 1991 р. |
| Сільське господарство | 4 %     | 5,7 %   |
| Промисловість | 5,5 %   | 5,7 %   |
| Будівництво | 9,7 %   | 15,2 %  |
| Послуги | 80,8 %  | 73,4 %  |

### Підприємства міста

#### Промислові підприємства
| \| Промислові підприємства міста, за сферою діяльності \| Промислові підприємства міста, за сферою діяльності \| Промислові підприємства міста, за сферою діяльності \| \| Рік \| 2002 р. \| 2001 р. \| \| --------------------------------------------------- \| --------------------------------------------------- \| --------------------------------------------------- \| \| Енергетичні та водні ресурси \| 4 % \| 4,3 % \| \| Хімія та метали \| 2 % \| 2,1 % \| \| Переробка металів \| 36 % \| 36,2 % \| \| Продукти харчування \| 20 % \| 19,1 % \| \| Текстиль \| 6 % \| 6,4 % \| \| Виробництво меблів, видання \| 28 % \| 27,7 % \| \| Інше \| 4 % \| 4,3 % \| \| Усього підприємств \| 50 \| 47 \| |         |         |
| Промислові підприємства міста, за сферою діяльності |         |         |
| Рік | 2002 р. | 2001 р. |
| Енергетичні та водні ресурси | 4 %     | 4,3 %   |
| Хімія та метали | 2 %     | 2,1 %   |
| Переробка металів | 36 %    | 36,2 %  |
| Продукти харчування | 20 %    | 19,1 %  |
| Текстиль | 6 %     | 6,4 %   |
| Виробництво меблів, видання | 28 %    | 27,7 %  |
| Інше | 4 %     | 4,3 %   |
| Усього підприємств | 50      | 47      |

#### Роздрібна торгівля
| \| Підприємства роздрібної торгівлі міста, за сферою діяльності \| Підприємства роздрібної торгівлі міста, за сферою діяльності \| Підприємства роздрібної торгівлі міста, за сферою діяльності \| \| Рік \| 2002 р. \| 2001 р. \| \| ------------------------------------------------------------ \| ------------------------------------------------------------ \| ------------------------------------------------------------ \| \| Продукти харчування \| 28,1 % \| 26,4 % \| \| Одяг та взуття \| 22,4 % \| 23,9 % \| \| Товари для дому \| 13,3 % \| 12,9 % \| \| Книги та періодичні видання \| 2,9 % \| 3 % \| \| Промислова хімічна продукція \| 5,9 % \| 6,4 % \| \| Продукція, пов'язана з транспортними засобами \| 4,3 % \| 4,4 % \| \| Інше \| 23,1 % \| 23 % \| \| Усього підприємств \| 442 \| 435 \| |         |         |
| Підприємства роздрібної торгівлі міста, за сферою діяльності |         |         |
| Рік | 2002 р. | 2001 р. |
| Продукти харчування | 28,1 %  | 26,4 %  |
| Одяг та взуття | 22,4 %  | 23,9 %  |
| Товари для дому | 13,3 %  | 12,9 %  |
| Книги та періодичні видання | 2,9 %   | 3 %     |
| Промислова хімічна продукція | 5,9 %   | 6,4 %   |
| Продукція, пов'язана з транспортними засобами | 4,3 %   | 4,4 %   |
| Інше | 23,1 %  | 23 %    |
| Усього підприємств | 442     | 435     |

#### Сфера послуг
| \| Підприємства міста, що працюють у сфері послуг, за діяльністю \| Підприємства міста, що працюють у сфері послуг, за діяльністю \| Підприємства міста, що працюють у сфері послуг, за діяльністю \| \| Рік \| 2002 р. \| 2001 р. \| \| ------------------------------------------------------------- \| ------------------------------------------------------------- \| ------------------------------------------------------------- \| \| Гуртова торгівля \| 7,3 % \| 6,7 % \| \| Готелі та готельний бізнес \| 35,4 % \| 36,9 % \| \| Транспорт та зв'язок \| 7,2 % \| 7,2 % \| \| Посередницькі фінансові послуги \| 3,9 % \| 3,9 % \| \| Послуги підприємствам \| 5,8 % \| 5,7 % \| \| Послуги фізичним особам \| 22,9 % \| 23 % \| \| Нерухомість та ін. \| 17,5 % \| 16,7 % \| \| Усього підприємств \| 895 \| 867 \| |         |         |
| Підприємства міста, що працюють у сфері послуг, за діяльністю |         |         |
| Рік | 2002 р. | 2001 р. |
| Гуртова торгівля | 7,3 %   | 6,7 %   |
| Готелі та готельний бізнес | 35,4 %  | 36,9 %  |
| Транспорт та зв'язок | 7,2 %   | 7,2 %   |
| Посередницькі фінансові послуги | 3,9 %   | 3,9 %   |
| Послуги підприємствам | 5,8 %   | 5,7 %   |
| Послуги фізичним особам | 22,9 %  | 23 %    |
| Нерухомість та ін. | 17,5 %  | 16,7 %  |
| Усього підприємств | 895     | 867     |

## Житловий фонд
У 2001 р. 8,1 % усіх родин (домогосподарств) мали житло метражем до 59 м², 37,3 % — від 60 до 89 м², 39,9 % — від 90 до 119 м² і
14,7 % — понад 120 м².

З усіх будівель у 2001 р. 35,1 % було одноповерховими, 35,4 % — двоповерховими, 14,4 % — триповерховими, 10,2 % — чотириповерховими, 2,4 % — п'ятиповерховими, 1,4 % — шестиповерховими,
0,4 % — семиповерховими, 0,7 % — з вісьмома та більше поверхами.

## Автопарк
| \| Автомобілі, зареєстровані у місті, за призначенням \| Автомобілі, зареєстровані у місті, за призначенням \| Автомобілі, зареєстровані у місті, за призначенням \| \| Рік \| 2006 р. \| 2005 р. \| \| -------------------------------------------------- \| -------------------------------------------------- \| -------------------------------------------------- \| \| Приватні автомобілі \| 68,2 % \| 68,9 % \| \| Мотоцикли \| 10,6 % \| 9,9 % \| \| Вантажівки \| 18,8 % \| 19 % \| \| Трактори \| 0,1 % \| 0,1 % \| \| Автобуси та ін. \| 2,2 % \| 2,1 % \| \| Усього автомобілів \| 12.903 шт. \| 12.390 шт. \| |            |            |
| Автомобілі, зареєстровані у місті, за призначенням |            |            |
| Рік | 2006 р.    | 2005 р.    |
| Приватні автомобілі | 68,2 %     | 68,9 %     |
| Мотоцикли | 10,6 %     | 9,9 %      |
| Вантажівки | 18,8 %     | 19 %       |
| Трактори | 0,1 %      | 0,1 %      |
| Автобуси та ін. | 2,2 %      | 2,1 %      |
| Усього автомобілів | 12.903 шт. | 12.390 шт. |

## Вживання каталанської мови
У 2001 р. каталанську мову у місті розуміли 90,3 % усього населення (у 1996 р. — 92,3 %), вміли говорити нею 69,5 % (у 1996 р. — 70,7 %), вміли читати 68 % (у 1996 р. — 64 %), вміли писати 50,3 % (у 1996 р. — 41,7 %). Не розуміли каталанської мови 9,7 %.

## Політичні уподобання
У виборах до Парламенту Каталонії у 2006 р. взяло участь 4.795 осіб (у 2003 р. — 5.311 осіб). Голоси за політичні сили розподілилися таким чином:
| \| Вибори до Парламенту Каталонії \| Вибори до Парламенту Каталонії \| Вибори до Парламенту Каталонії \| \| Рік \| 2006 р. \| 2003 р. \| \| -------------------------------------- \| ------------------------------ \| ------------------------------ \| \| Конвергенція та Єднання (CiU) \| 34,8 % \| 37,6 % \| \| Соціалістична партія Каталонії (PSC) \| 28,7 % \| 29,3 % \| \| Народна партія (PP) \| 14,6 % \| 15,5 % \| \| Ініціатива за зелену Каталонію (IC) \| 4,8 % \| 3,4 % \| \| Республіканська лівиця Каталонії (ERC) \| 13,1 % \| 13,1 % \| \| Громадянська партія (C's) \| 1,6 % \| 0 % \| \| Інші \| 2,4 % \| 1,1 % \| |         |         |
| Вибори до Парламенту Каталонії |         |         |
| Рік | 2006 р. | 2003 р. |
| Конвергенція та Єднання (CiU) | 34,8 %  | 37,6 %  |
| Соціалістична партія Каталонії (PSC) | 28,7 %  | 29,3 %  |
| Народна партія (PP) | 14,6 %  | 15,5 %  |
| Ініціатива за зелену Каталонію (IC) | 4,8 %   | 3,4 %   |
| Республіканська лівиця Каталонії (ERC) | 13,1 %  | 13,1 %  |
| Громадянська партія (C's) | 1,6 %   | 0 %     |
| Інші | 2,4 %   | 1,1 %   |

У муніципальних виборах у 2007 р. взяло участь 6.135 осіб (у 2003 р. — 6.092 особи). Голоси за політичні сили розподілилися таким чином:
| \| Муніципальні вибори \| Муніципальні вибори \| Муніципальні вибори \| \| Рік \| 2007 р. \| 2003 р. \| \| -------------------------------------- \| ------------------- \| ------------------- \| \| Конвергенція та Єднання (CiU) \| 31,9 % \| 48,2 % \| \| Соціалістична партія Каталонії (PSC) \| 29,4 % \| 20,1 % \| \| Народна партія (PP) \| 11,4 % \| 15,5 % \| \| Ініціатива за зелену Каталонію (IC) \| 9,6 % \| 5,2 % \| \| Республіканська лівиця Каталонії (ERC) \| 5,5 % \| 7,5 % \| \| Громадянська партія (C's) \| 0 % \| 0 % \| \| Інші \| 12,2 % \| 3,4 % \| |         |         |
| Муніципальні вибори |         |         |
| Рік | 2007 р. | 2003 р. |
| Конвергенція та Єднання (CiU) | 31,9 %  | 48,2 %  |
| Соціалістична партія Каталонії (PSC) | 29,4 %  | 20,1 %  |
| Народна партія (PP) | 11,4 %  | 15,5 %  |
| Ініціатива за зелену Каталонію (IC) | 9,6 %   | 5,2 %   |
| Республіканська лівиця Каталонії (ERC) | 5,5 %   | 7,5 %   |
| Громадянська партія (C's) | 0 %     | 0 %     |
| Інші | 12,2 %  | 3,4 %   |

## Історія та культура
Див. статтю Родіс.